# Mistrzostwa Polski w Short Tracku 2020
Mistrzostwa Polski w Short Tracku 2020 – 24. edycja mistrzostw, która odbyła się w dniach 16–18 października 2020 roku na lodowisku BOSiR w Białymstoku, mieszczącym się przy Stadionie „Zwierzyniec”. Pierwotnie zawody miały się odbyć w dniach 27–29 marca 2020 roku, jednak ze względu na rosnącą liczbę osób zarażonych wirusem SARS-CoV-2 zawody zostały odwołane.

## Wyniki

### Kobiety

#### 500 metrów
Finał
| Miejsce | Zawodniczka         | Klub                | Wynik    | Punkty |
| ------- | ------------------- | ------------------- | -------- | ------ |
| 1.      | Natalia Maliszewska | Juvenia Białystok   | 44,407   | 34     |
| 2.      | Nikola Mazur        | Stoczniowiec Gdańsk | 45,371   | 21     |
| 3.      | Magdalena Zych      | AZS Opole           | 46,012   | 13     |
| 4.      | Kamila Stormowska   | Stoczniowiec Gdańsk | 1:03,997 | 8      |

#### 1000 metrów
Finał
| Miejsce | Zawodniczka         | Klub                | Wynik    | Punkty |
| ------- | ------------------- | ------------------- | -------- | ------ |
| 1.      | Natalia Maliszewska | Juvenia Białystok   | 1:42,795 | 34     |
| 2.      | Gabriela Topolska   | Juvenia Białystok   | 1:43,419 | 21     |
| 3.      | Nikola Mazur        | Stoczniowiec Gdańsk | 1:43,538 | 13     |
| 4.      | Hanna Sokołowska    | Juvenia Białystok   | 1:44,687 | 8      |
| 5.      | Kamila Stormowska   | Stoczniowiec Gdańsk | 2:09,188 | 5      |

#### 1500 metrów
Finał
| Miejsce | Zawodniczka         | Klub                | Wynik    | Punkty |
| ------- | ------------------- | ------------------- | -------- | ------ |
| 1.      | Natalia Maliszewska | Juvenia Białystok   | 2:24,462 | 34     |
| 2.      | Gabriela Topolska   | Juvenia Białystok   | 2:25,898 | 21     |
| 3.      | Hanna Sokołowska    | Juvenia Białystok   | 2:25,987 | 13     |
| 4.      | Kamila Stormowska   | Stoczniowiec Gdańsk | 2:26,343 | 8      |
| 5.      | Wiktoria Tkaczuk    | AZS Opole           | 2:28,062 | 5      |
| 6.      | Nikola Mazur        | Stoczniowiec Gdańsk | 2:31,298 | 3      |
| 7.      | Karolina Parczewska | Juvenia Białystok   | 2:46,482 | 2      |

#### Superfinał 3000 metrów
Finał
| Miejsce | Zawodniczka         | Klub                | Wynik    | Punkty |
| ------- | ------------------- | ------------------- | -------- | ------ |
| 1.      | Kamila Stormowska   | Stoczniowiec Gdańsk | 5:43,803 | 34     |
| 2.      | Hanna Sokołowska    | Juvenia Białystok   | 5:54,235 | 21     |
| 3.      | Magdalena Zych      | AZS Opole           | 5:54,625 | 13     |
| 4.      | Wiktoria Tkaczuk    | AZS Opole           | 5:55,394 | 8      |
| 5.      | Natalia Maliszewska | Juvenia Białystok   | 6:15,642 | 5      |
| 6.      | Gabriela Topolska   | Juvenia Białystok   | 6:01,016 | 3      |
| 7.      | Karolina Parczewska | Juvenia Białystok   | 6:12,689 | 2      |
| 8.      | Nikola Mazur        | Stoczniowiec Gdańsk | 6:17,548 | 1      |

#### Wielobój
Klasyfikacja
| Miejsce | Zawodniczka         | Klub                | Dystanse | Dystanse | Dystanse | Dystanse | Punkty |
| Miejsce | Zawodniczka         | Klub                | 1500 m   | 500 m    | 1000 m   | 3000 m   | Punkty |
| ------- | ------------------- | ------------------- | -------- | -------- | -------- | -------- | ------ |
| 1.      | Natalia Maliszewska | Juvenia Białystok   | 1        | 1        | 1        | 5        | 107    |
| 2.      | Kamila Stormowska   | Stoczniowiec Gdańsk | 4        | 4        | 5        | 1        | 55     |
| 3.      | Hanna Sokołowska    | Juvenia Białystok   | 3        | 5        | 4        | 2        | 47     |
| 4.      | Gabriela Topolska   | Juvenia Białystok   | 2        | 9        | 2        | 6        | 45     |
| 5.      | Nikola Mazur        | Stoczniowiec Gdańsk | 6        | 2        | 3        | 8        | 38     |
| 6.      | Magdalena Zych      | AZS Opole           | 8        | 3        | 11       | 3        | 27     |
| 7.      | Wiktoria Tkaczuk    | AZS Opole           | 5        | 6        | 9        | 4        | 16     |
| 8.      | Karolina Parczewska | Juvenia Białystok   | 7        | 11       | 6        | 7        | 7      |
| 9.      | Ada Majewska        | Juvenia Białystok   | 10       | 7        | 7        |          | 4      |
| 10.     | Marta Drumska       | Juvenia Białystok   | 22       | 14       | 8        |          | 1      |
| 11.     | Karolina Miłkowska  | Juvenia Białystok   | 21       | 8        | 18       |          | 1      |

#### Sztafeta 3000 metrów
Finał
| Miejsce | Klub                                                                                            | Wynik    |
| ------- | ----------------------------------------------------------------------------------------------- | -------- |
| 1.      | Juvenia Białystok Natalia Maliszewska Patrycja Maliszewska Hanna Sokołowska Gabriela Topolska   | 4:27,743 |
| 2.      | Stoczniowiec Gdańsk Marta Kotowska Julia Krutysza Nikola Mazur Kamila Stormowska                | 4:31,333 |
| 3.      | AZS Opole Liliana Albańska Wiktoria Tkaczuk Magdalena Warakomska Magdalena Wilga Magdalena Zych | 4:31,718 |
| 4.      | Juvenia Białystok II Aleksandra Czaban Ada Majewska Karolina Parczewska Sara Śliżewska          | 4:31,722 |

### Mężczyźni

#### 500 metrów
Finał
| Miejsce | Zawodnik         | Klub              | Wynik  | Punkty |
| ------- | ---------------- | ----------------- | ------ | ------ |
| 1.      | Rafał Anikiej    | Juvenia Białystok | 42,898 | 34     |
| 2.      | Łukasz Kuczyński | Juvenia Białystok | 42,987 | 21'    |
| 3.      | Karol Nieścier   | Juvenia Białystok | 43,427 | 13'    |
| 4.      | Paweł Adamski    | Juvenia Białystok | 43,597 | 8'     |

#### 1000 metrów
Finał
| Miejsce | Zawodnik           | Klub              | Wynik    | Punkty |
| ------- | ------------------ | ----------------- | -------- | ------ |
| 1.      | Rafał Anikiej      | Juvenia Białystok | 1:26,283 | 34     |
| 2.      | Michał Niewiński   | Juvenia Białystok | 1:27,125 | 21     |
| 3.      | Łukasz Kuczyński   | Juvenia Białystok | 1:27,471 | 13     |
| 4.      | Mateusz Krzemiński | AZS Opole         | 1:28,084 | 8      |
| 5.      | Paweł Adamski      | Juvenia Białystok | PEN      |        |

#### 1500 metrów
Finał
| Miejsce | Zawodnik           | Klub                | Wynik    | Punkty |
| ------- | ------------------ | ------------------- | -------- | ------ |
| 1.      | Mateusz Krzemiński | AZS Opole           | 2:17,305 | 34     |
| 2.      | Łukasz Kuczyński   | Juvenia Białystok   | 2:17,936 | 21     |
| 3.      | Karol Nieścier     | Juvenia Białystok   | 2:18,608 | 13     |
| 4.      | Mateusz Mikołajuk  | Juvenia Białystok   | 2:20,263 | 8      |
| 5.      | Rafał Anikiej      | Juvenia Białystok   | 2:20,269 | 5      |
| 6.      | Ignacy Kłujszo     | Juvenia Białystok   | 2:23,468 | 3      |
| 7.      | Adam Muchlado      | Stoczniowiec Gdańsk | 2:26,417 | 2      |

#### Superfinał 3000 metrów
Finał
| Miejsce | Zawodnik           | Klub              | Wynik    | Punkty |
| ------- | ------------------ | ----------------- | -------- | ------ |
| 1.      | Rafał Anikiej      | Juvenia Białystok | 4:54,459 | 34     |
| 2.      | Michał Niewiński   | Juvenia Białystok | 4:56,736 | 21     |
| 3.      | Mateusz Krzemiński | AZS Opole         | 4:57,020 | 13     |
| 4.      | Paweł Adamski      | Juvenia Białystok | 4:59,292 | 8      |
| 5.      | Mateusz Mikołajuk  | Juvenia Białystok | 5:03,302 | 5      |
| 6.      | Łukasz Kuczyński   | Juvenia Białystok | 5:16,100 | 3      |
| 7.      | Ignacy Kłujszo     | Juvenia Białystok | 5:30,326 | 2      |
| 8.      | Karol Nieścier     | Juvenia Białystok | 5:53,269 | 1      |

#### Wielobój
Klasyfikacja
| Miejsce | Zawodnik           | Klub                | Dystanse | Dystanse | Dystanse | Dystanse | Punkty |
| Miejsce | Zawodnik           | Klub                | 1500 m   | 500 m    | 1000 m   | 3000 m   | Punkty |
| ------- | ------------------ | ------------------- | -------- | -------- | -------- | -------- | ------ |
| 1.      | Rafał Anikiej      | Juvenia Białystok   | 5        | 1        | 1        | 1        | 107    |
| 2.      | Mateusz Krzemiński | AZS Opole           | 1        | 5        | 4        | 3        | 60     |
| 3.      | Łukasz Kuczyński   | Juvenia Białystok   | 2        | 2        | 3        | 6        | 58     |
| 4.      | Michał Niewiński   | Juvenia Białystok   | 8        | 16       | 2        | 2        | 43     |
| 5.      | Karol Nieścier     | Juvenia Białystok   | 3        | 3        | 21       | 8        | 27     |
| 6.      | Mateusz Mikołajuk  | Juvenia Białystok   | 4        | 6        | 5        | 5        | 19     |
| 7.      | Paweł Adamski      | Juvenia Białystok   | 9        | 4        | 22       | 4        | 16     |
| 8.      | Ignacy Kłujszo     | Juvenia Białystok   | 6        | 7        | 7        | 7        | 8      |
| 9.      | Sebastian Hydzik   | AZS Opole           | 17       | 8        | 6        |          | 3      |
| 10.     | Adam Muchlado      | Stoczniowiec Gdańsk | 7        | 10       | 9        |          | 2      |

#### Sztafeta 5000 metrów
Finał
| Miejsce | Klub                                                                                          | Wynik    |
| ------- | --------------------------------------------------------------------------------------------- | -------- |
| 1.      | Juvenia Białystok Paweł Adamski Rafał Anikiej Łukasz Kuczyński Karol Nieścier                 | 7:09,897 |
| 2.      | AZS Opole Adam Filipowicz Sebastian Hydzik Szymon Hyjek Mateusz Krzemiński                    | 7:23,194 |
| 3.      | Juvenia Białystok II Ignacy Kłujszo Mateusz Mikołajuk Michał Niewiński Piotr Szkil            | -----    |
| 4.      | Juvenia Białystok III Filip Filianowicz Kornel Karwowski Bartosz Krawczykowicz Oskar Kurowski | -----    |

### Sztafeta mieszana 2000 metrów
Finał
| Miejsce | Klub                                                                                               | Wynik    |
| ------- | -------------------------------------------------------------------------------------------------- | -------- |
| 1.      | Juvenia Białystok Natalia Maliszewska Patrycja Maliszewska Paweł Adamski Łukasz Kuczyński          | 2:50,174 |
| 2.      | Stoczniowiec Gdańsk Nikola Mazur Kamila Stormowska Jakub Dołkowski Mateusz Dołkowski Adam Muchlado | 2:56,518 |
| 3.      | Juvenia Białystok II Ada Majewska Karolina Parczewska Ignacy Kłujszo Piotr Szkil                   | 2:56,523 |